# Ilan Goldfajn
Ilan Goldfajn (en hebreo: אילן גולדפיין‎; Haifa, 12 de mayo de 1966) es un profesor y economista israelo-brasileño. 
Es el actual presidente del Banco Interamericano de Desarrollo (BID). 
Fue director del Departamento del Hemisferio Occidental del Fondo Monetario Internacional, gobernador del Banco Central de Brasil y economista jefe de Banco Itaú.

## Biografía y Educación
Goldfajn nació en 1966 en Haifa (Israel). Parte de su formación se llevó a cabo en Río de Janeiro, donde estudió en el Colegio Israelí Brasileño A. Liessin. Se graduó en Economía por la Universidad Federal de Río de Janeiro (UFRJ) en 1988. Obtuvo un máster en Economía en 1991 por la Pontificia Universidad Católica de Río de Janeiro (PUC-Río), de la que sería profesor. Se doctoró en Economía por el Instituto Tecnológico de Massachusetts (MIT) en 1995 donde estudió bajo Stanley Fischer y Rudi Dornbusch.

## Trayectoria Profesional
En 2022 Goldfajn fue propuesto por el Gobierno de Brasil de Jair Bolsonaro para presidir el Banco Interamericano de Desarrollo (BID), siendo electo el 20 de noviembre de 2022 para presidir el organismo. Asumió el rol el 19 de diciembre del mismo año.
Previamente, Goldfajn se desempeñó como director del Departamento del Hemisferio Occidental del Fondo Monetario Internacional (FMI) desde septiembre de 2021 hasta noviembre de 2022. Contribuyó a dar forma al diálogo de políticas de la región sobre el cambio climático, lo que condujo al primer Servicio de Resiliencia y Sostenibilidad del FMI.
Se desempeñó como gobernador del Banco Central de Brasil (BCB) desde mayo de 2016 hasta febrero de 2019. Dirigió el BCB en un período sin precedentes de descenso de la inflación y las tasas de interés en Brasil. Lideró la agenda estructural "BC+" y supervisó los cambios que abrieron la puerta a nuevos actores en el sector de los servicios financieros e impulsó la innovación, la digitalización, y el desarrollo de un sistema generalizado de pagos rápidos. Todo esto reforzó la eficiencia y aumentó la inclusión en el sector financiero de Brasil.
En 2017, fue electo banquero central del año por la revista The Banker. Al año siguiente, la revista Global Finance lo nombró mejor banquero central.
La experiencia de Goldfajn en el sector privado incluye el haber ocupado puestos clave en tres de las principales instituciones financieras de Brasil: fue economista jefe y socio de Itaú Unibanco, socio fundador de Ciano Investimentos, y socio y economista en Gávea Investimentos. También se desempeñó como presidente del Consejo Asesor del Credit Suisse Brasil.
Goldfajn ha enseñado economía en varias universidades de Brasil y Estados Unidos. Además, ha editado varias publicaciones y publicado numerosos artículos y libros.